# Bidaurreta
Bidaurreta (spanyolul: Vidaurreta) település Spanyolországban, Navarra autonóm közösségben. Bidaurreta Zabalza-Zabaltza, Echarri-Etxarri, Guesálaz, Salinas de Oro és Belascoáin községekkel határos. Lakosainak száma 170 fő (2024).

## Népesség
A település népessége az elmúlt években az alábbi módon változott:
| Lakosok száma | 107  | 114  | 127  | 144  | 155  | 160  | 169  | 163  | 167  | 170  |
|               | 2001 | 2004 | 2007 | 2009 | 2012 | 2014 | 2017 | 2019 | 2022 | 2024 |